# Enrico Kühn
Enrico Kühn (n. 10 martie 1977, Bad Langensalza, Republica Democrată Germană, Germania) este un bober german, medaliat olimpic. A participat la două ediție ale Jocurilor Olimpice (2002, 2006) în care a câștigat o medalie de aur.

## Participări
Lista de mai jos prezintă principalele competiții la care a participat Enrico Kühn de-a lungul carierei.
- bobsleigh at the 2002 Winter Olympics[*]